# Only Girl (In the World)
«Only Girl (In the World)» (рус. Единственная девушка (в целом мире)) — песня барбадосской певицы Рианны из пятого студийного альбома Loud была написана Кристэл Джонсон, Stargate, Сэнди Ви и выпущена 10 ноября 2010 года в качестве основного сингла альбома. «Only Girl (In the World)» относится к жанру Данс-поп с элементами стиля Европоп в музыкальной аранжировке. Отзывы музыкальных критиков были в значительной степени положительными, особенно, в отношении сильного припева и музыкального сопровождения. Критики похвалили выбор песни в качестве основного сингла альбома и силу голоса певицы.
Сингл «Only Girl (In the World)» возглавил большинство главных чартов по всему миру и был особенно успешен в Новой Зеландии и Австралии, где получил платиновую и тройную платиновую сертификацию, соответственно. Сингл занял первую строчку чарта Billboard Hot 200 в Соединённых Штатах Америки, став девятым синглом первой величины в этом чарте за всю карьеру певицы. По сути говоря, этот сингл практически повторил успех Umbrella (2007). Музыкальный видеоклип для песни был снят постоянным клипмейкером певицы Энтони Мэндлером и, главным образом, сфокусирован на образе Рианны среди многочисленных пейзажей. Большинство сцен видеоклипа сосредоточены на певице, танцующей на склоне холма. Рианна спела песню в живую в седьмом сезоне телешоу The X Factor в Великобритании и на церемонии American Music Awards 2010 в Лос-Анджелесе. Песня получила награду Лучшая танцевальная запись на 53-й ежегодной церемонии вручения наград «Грэмми». Американская певица Кэти Перри пела «Only Girl (In the World)» в рамках своего тура California Dreams Tour (2011/2012).

## Структура и композиция
Песня была написана Кристэл Джонсон, Миккелем С. Эриксеном, Тором Эриком Хермэнсеном и Сэнди Вильгельмом. Аранжировка была создана командой Stargate и Sandy Vee. «Only Girl» — ритмичная песня, относящаяся к жанру Данс-поп с элементами стиля Европоп в музыкальной аранжировке и ударах бита. В песне присутствует «тяжелый броский бас» с сильным использованием синтезаторов, в то время как припев наполнен «пульсирующим танцевальным битом». Во втором куплете песни доминируют «пульсирующие басовые ударные», а промежуток перед припевом называли «сферой чувственных удовольствий». Стиль вокала Рианны был описан как «обольстительный» и напоминающий «более сильный и сексуальный» вариант её сингла 2007 года «Don’t Stop the Music». Согласно опубликованным нотам на сайте Musicnotes, размер такта с умеренным темпом составляет 126 ударов в минуту. Песня написана в тональности Фа-диез минор (припев в Си миноре), вокальный диапазон Рианны находится в промежутке от ноты F#3 до D5.

## Отзывы критиков
Песня была хорошо встречена большинством музыкальных критиков, которые хвалили сильный припев и ударные. Билл Лэмб из About.com дал песне положительный обзор — четыре с половиной звезды из пяти возможных. Лэмб похвалил песню за «высокий припев» и «клубные танцевальные биты». Он пришёл к заключению: «никого не удивит, если песня вернет Рианну на первое место, и станет вторым лидером чарта после прошлого сингла „Rude Boy“». Джеррик Д. Кеннеди из Los Angeles Times дал песне положительную оценку, комментируя «Мы не можем сказать что Рианна вернулась, ведь она никуда не уходила, но ей удалось совершить своего рода возвращение». Цитируя некоторые из комментариев певицы, он сказал «После жуткого подхода к её четвёртому альбому Rated R, она стала решительно использовать более нахальный, забавный, кокетливый и энергичный стиль», и пришёл к заключению «Под влиянием клубной направленности и стилем Европоп, не говоря уже о запоминающемся припеве, песня является суперзажигающим хитом». Моника Эррера из журнала Billboard похвалила музыкальную аранжирову и Рианну, сказав «главная цель песни — доминирование на танцполе, поскольку поп-звезда отдает своё сердце одному человеку в зажигающей песне от норвежского дуэта Stargate».
Джеймс Динх из MTV News хорошо оценил песню, написав «После глубокого и мрачного альбома, Рианна вернулась на танцпол с новым синглом», «в высокоэнергичной песне, Рианна хочет, чтобы её возлюбенный тосковал по ней и держал её в центре внимания сквозь пульсирующие электро-биты. Голос певицы остается шелковистым на куплетах, затем вспыхивает в припеве». Ник Левин из Digital Spy наградил песню четырьмя звёздами из пяти, написав «долгожданный сингл». Он также сказал, что песня может быть и не оригинальна, но возможно это «самый удачный поп-сингл Рианны со времён песни „Don’t Stop the Music“». Фрейзер Макэлпайн из BBC дал песне «Only Girl» четыре звезды из пяти возможных, написав «Независимо от того, что Вы думаете о Рианне, она очень хорошо делает музыку, которую вы слушаете, и она говорит о многих вещах, даже если её слова могут причинить вам боль».

## Положение в чартах
Песня «Only Girl» дебютировала на 75 строчке чарта Billboard Hot 100 в Соединённых Штатах Америки. На следующей неделе песня поднялась до третьего места, став шестнадцатой композицией, вошедшей в список лучших десяти песен чарта, что является шестым лучшим достижением среди женщин за все 52 года существования чарта. На одиннадцатой неделе пребывания в Billboard Hot 100, песня достигла первого места, став девятым синглом первой величины в карьере Рианны. Впервые за всю историю чарта основной сингл альбома достиг первого места после второго («What’s My Name?»). Песня «Only Girl» дебютировала на первом месте в чарте Hot Digital Songs с общими продажами 249,000 копий сингла за первую неделю. Песня стала шестым синглом Рианны дебютировавшим на первом месте и её восьмым синглом первой величины в этом чарте. «Only Girl (In the World)» — седьмой сингл первой величины в эйрплей чарте Pop Songs, сделавший Рианну лидером по количеству хитов #1 в истории этого чарта. В марте 2011 года сингл был продан тиражом 3 000 000 копий в США
25 сентября 2010 года песня вошла в канадский чарт Canadian Hot 100 на 65 месте, а неделей позже сумела завоевать вершину чарта, потеряв лидерство спустя ещё одну неделю. После нескольких недель колебаний в чарте сингл снова занял первое место 6 ноября 2010 года. Песня занимала первую строчку чарта ещё три недели, и, в общей сложности, провела четыре недели на вершине чарта. 3 октября 2010 года «Only Girl» вошла в чарт Австралии на первом месте. Песня удерживала позицию на протяжении трёх недель, уступив лидерство синглу «Raise Your Glass» певицы Pink. «Only Girl» возглавил австралийский чарт в четвёртый и в последний раз 7 ноября 2010 года, получив тройную платиновую сертификацию от Австралийской ассоциации звукозаписывающих компаний (ARIA) за продажи 210,000 копий сингла. В Новой Зеландии песня дебютировала на первом месте и получила платиновую сертификацию от Новозеландской ассоциации звукозаписывающих компаний (RIANZ).
В Великобритании сингл дебютировал 31 октября 2010 года на втором месте с продажами более 126,000 копий. Сингл «Only Girl» стал вторым бестселлером по недельным продажам 2010 года и четырнадцатым хитом, вошедшим в список лучших десяти песен в этой стране. На следующей неделе сингл поднялся до первого места и стал четвёртым хитом #1 в карьере Рианны в Великобритании, оставаясь на вершине чарта две недели подряд. Песня получила золотую сертификацию за суммарные продажи в 400,000 копий.

## Музыкальный видеоклип
Режиссёром музыкального видеоклипа для песни «Only Girl» стал Энтони Мэндлер; премьера видео состоялась 13 октября 2010 года. Во время интервью Рианна рассказала о съемках и концепции видео «Это действительно, действительно красивейшие съемки в этих сумасшедших, сумасшедших, сумасшедших местностях. Мы снимали пейзажи, которые нашли в двух часах езды от Лос-Анджелеса. Они выглядели настолько нереальными. Пейзажи выглядят поддельными, как будто взяты из открытки с красивыми холмами… В те дни было очень солнечно, так что эти пейзажи по-настоящему были сняты для видеоклипа. На самом деле, видеоклип показывает эти прекрасные пейзажи и всего лишь одного человека — меня».
Видеоклип схож с беззаботной лирикой песни, которая повествует о том, что певица «единственная девушка в мире». В видео показана только Рианна, которая танцует и поёт посреди различных пейзажей. В большей части видеоклипа певица одета в свитер и короткую юбку, в белом бра и в «мужские шорты». В других сценах Рианна окружена разноцветными воздушными шарами.
Теннэр Странски из The Music Mix дал положительную оценку видео, прокомментировав упрощенную концепцию клипа, отметив то, что может показаться «как будто Рианна разговаривает только с тобой, со зрителем, и она вся в вашем внимании вокруг кружащихся прекрасных пейзажей. Этот эффект заставляет Вас сосредоточить своё внимание только на Рианне». Джойс Ле из CBS написал, что «Рианна сделала огромный шаг от своих острых „Rated R“ дней и стала более женственной, в частности благодаря её новому музыкальному видеоклипу „Only Girl (In the World)“».

## Живые выступления
Впервые в Северной Америке песня «Only Girl» была исполнена в программе Saturday Night Live. Рианна подготовила саундтрек для Хэллоуин эпизода Saturday Night Live, где она спела «What’s My Name?» и «Only Girl (In the World)». На следующий день певица выступила с песней в Великобритании на телешоу The X-Factor. Она также спела песню на церемонии MTV Europe Music Awards 2010, проводимой в Мадриде, Испания, X Factor в Италии и на шоу Le Grand Journal во Франции 10 ноября 2010 года.
Рианна выступила с попурри «Love the Way You Lie (Part II)» и «What’s My Name?» на церемонии American Music Awards 2010 в Лос-Анджелесе, где начала выступление с песни «Love The Way You Lie Part II», которую пела а капелла, сидя на стилизованном дереве над полем. После того, как Рианна закончила первую часть песни, она резко упала с дерева на землю. Чуть позже певица появилась из тумана в новом костюме, состоящем черно-белого бра и шорт, и начала петь песню «What’s My Name?». Выступление проходило при участии подтанцовки. В конце музыка сменилась на другую песню «Only Girl», в которой были слышны ударные и финальный залп огня.

## Список композиций
- Digital download[36]

1. «Only Girl (In the World)» — 3:55

- CD сингл для Германии[37]

1. «Only Girl (In the World)» — 3:55
2. «Only Girl (In the World)» (Extended Club Mix) — 5:39

- CD сингл для Великобритании[38]

1. «Only Girl (In the World)» — 3:55
2. «Only Girl (In the World)» (Instrumental) — 3:55

## Творческая группа
| - Авторы песен — Кристэл Джонсон, Миккель С. Эриксен, Тор Эрик Хермэнсен, Сэнди Вильгельм - Производство аранжировки — Stargate, Сэнди Ви - Запись аранжировки — Миккель С. Эриксен, Майлс Уолкер, Сэнди Ви - Производство вокала — Кук Харрелл - Запись вокала — Кук Харрелл, Маркос Товар, Джош Гадвин | - Помощники по записи вокала — Инаам Хег, Дейн Лиска, Брэд Шеа - Сведение — Сэнди Ви, Фил Тан - Звукорежиссёр — Дамиан Льюис - Музыкальные инструменты — Миккель С. Эриксен, Тор Эрик Хермэнсен, Сэнди Ви - Бэк-вокал — Кристэл Джонсон |

Источник: Обложка диска

## Чарты и сертификации
| Чарт (2010)                                 | Высшее место |
| ------------------------------------------- | ------------ |
| Австралия (ARIA)                            | 1            |
| Австрия (Ö3 Austria Top 40)                 | 1            |
| Бельгия/Фландрия (Ultratop 50)              | 2            |
| Бельгия/Валлония (Ultratop 50)              | 1            |
| Канада (Billboard Canadian Hot 100)         | 1            |
| Чехия (Rádio — Top 100)                     | 6            |
| Дания (Tracklisten)                         | 2            |
| Европа (Billboard European Hot 100 Singles) | 1            |
| Финляндия (Suomen virallinen lista)         | 2            |
| Франция (SNEP)                              | 2            |
| Франция (SNEP Téléchargements)              | 1            |
| Германия (GfK)                              | 2            |
| German Downloads Chart                      | 1            |
| Венгрия (Rádiós Top 40)                     | 1            |
| Ирландия (IRMA)                             | 1            |
| Италия (FIMI)                               | 1            |
| Япония (Billboard Japan Hot 100)            | 15           |
| Нидерланды (Dutch Top 40)                   | 2            |
| Новая Зеландия (Recorded Music NZ)          | 1            |
| Норвегия (VG-lista)                         | 1            |
| ZPAV                                        | 1            |
| Шотландия (OCC Scotland)                    | 1            |
| Словакия (Rádio — Top 100)                  | 1            |
| Испания (PROMUSICAE)                        | 2            |
| Швеция (Sverigetopplistan)                  | 2            |
| Швейцария (Schweizer Hitparade)             | 2            |
| Великобритания (OCC UK Singles)             | 1            |
| США (Billboard Hot 100)                     | 1            |
| США (Billboard Dance Club Songs)            | 1            |
| США (Billboard Pop Airplay)                 | 1            |

| Чарт, конец 2010 года                      | Позиция |
| ------------------------------------------ | ------- |
| Austrian Singles Chart (Ö3 Austria Top 75) | 18      |
| Belgian (Flanders) Singles Chart           | 22      |
| Belgian (Wallonia) Singles Chart           | 22      |
| European Hot 100 Singles                   | 35      |
| German Singles Chart                       | 18      |
| Netherlands (Mega Single Top 100)          | 23      |
| Swiss Singles Chart                        | 11      |
| UK Singles (The Official Charts Company)   | 4       |
| US Billboard Hot 100                       | 47      |

| Страна         | Сертификация       |
| -------------- | ------------------ |
| Австралия      | 3× Платиновый диск |
| Бельгия        | Золотой диск       |
| Дания          | Золотой диск       |
| Германия       | Золотой диск       |
| Италия         | Золотой диск       |
| Новая Зеландия | Платиновый диск    |
| Испания        | Золотой диск       |
| Швеция         | Платиновый диск    |
| Швейцария      | Золотой диск       |
| Великобритания | Золотой диск       |

## Хронология релиза
| Страна                    | Дата             | Формат           | Лейбл           |
| ------------------------- | ---------------- | ---------------- | --------------- |
| Австралия                 | 10 сентября 2010 | Digital download | Universal Music |
| Дания                     | 10 сентября 2010 | Digital download | Universal Music |
| Нидерланды                | 10 сентября 2010 | Digital download | Universal Music |
| Новая Зеландия            | 10 сентября 2010 | Digital download | Universal Music |
| Бразилия                  | 13 сентября 2010 | Digital download | Universal Music |
| Канада                    | 13 сентября 2010 | Digital download | Universal Music |
| Финляндия                 | 13 сентября 2010 | Digital download | Universal Music |
| Франция                   | 13 сентября 2010 | Digital download | Universal Music |
| Италия                    | 13 сентября 2010 | Digital download | Universal Music |
| Норвегия                  | 13 сентября 2010 | Digital download | Universal Music |
| Португалия                | 13 сентября 2010 | Digital download | Universal Music |
| Испания                   | 13 сентября 2010 | Digital download | Universal Music |
| Швеция                    | 13 сентября 2010 | Digital download | Universal Music |
| Швейцария                 | 13 сентября 2010 | Digital download | Universal Music |
| Соединённые Штаты Америки | 13 сентября 2010 | Digital download | Def Jam Records |
| Германия                  | 8 октября 2010   | CD сингл         | Universal Music |

Релиз на радио
| Страна                    | Дата             | Формат                             |
| ------------------------- | ---------------- | ---------------------------------- |
| Соединённые Штаты Америки | 21 сентября 2010 | Mainstream и Rhythmic радиостанции |